# Мелодии Дунаевского
«Мелодии Дунаевского» — советский документальный фильм, снятый режиссёром Эриком Пырьевым в 1963 году.
В фильме использованы фрагменты кинокартин, музыку к которым написал Исаак Дунаевский, а также материалы Госфильмофонда.
О композиторе рассказывают: режиссёры Григорий Александров и Иван Пырьев, поэты-песенники Михаил Матусовский и Василий Лебедев-Кумач. Об опереттах Дунаевского рассказывает Григорий Ярон.
Фильм заканчивается первомайской демонстрацией в Москве.
Премьера фильма состоялась 30 декабря 1963 года.

## Участники фильма
архивные записи с участием актёров:
- Борис Андреев
- Марк Бернес — исполняет песню «Моя Москва»
- Владимир Володин
- Игорь Ильинский
- Фёдор Курихин
- Марина Ладынина
- Александр Лазарев
- Сергей Лукьянов
- Клара Лучко
- Павел Оленев
- Любовь Орлова
- Леонид Утёсов
- Николай Черкасов
- Татьяна Шмыга
- Лионелла Пырьева

приглашённые участники
- Григорий Александров
- Иван Пырьев
- Михаил Матусовский
- Василий Лебедев-Кумач (архивная запись, ко времени создания фильма он уже умер).
- Григорий Ярон

## Съёмочная группа
- Режиссёр: Эрик Пырьев
- Сценаристы: Эрик Пырьев, Михаил Матусовский
- Операторы: Игорь Черных, Михаил Гиндин
- Художники: Ирина Лукашевич, Феликс Богуславский
- Композитор: Исаак Дунаевский (использована его музыка)
- Звукорежиссёр: Евгений Кашкевич
- Монтаж: Екатерина Карпова.
- Производство: Мосфильм